# Флагшток

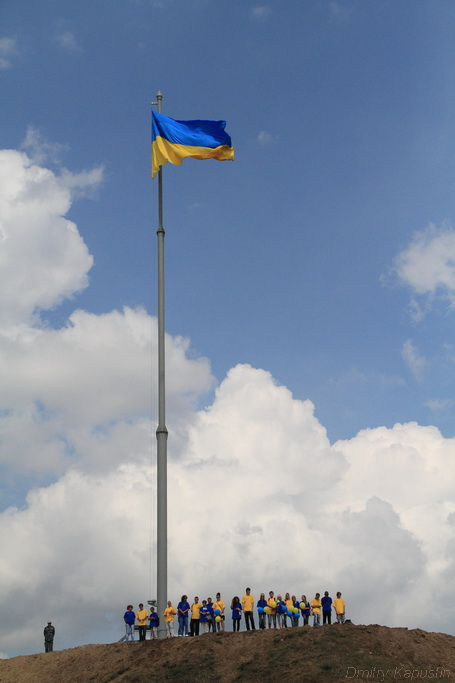
24 серпня 2011 року о. Хортиця.

Флагшто́к (нід. vlaggenstock від vlagge — «прапор» + stock — «палиця»), майви́лно — вертикальна жердина для прапора.

## Види
- Гюйсшток — флагшток для підіймання гюйса

## В Україні
24 серпня 2011 року до 20-ї річниці відновлення незалежності України на острові Хортиця було споруджено рекордно високий для України флагшток. Висота щогли — 35 метрів, діаметр щогли — 530 мм, розміри полотнища прапора — 5×10 м, сукупна висота підйому прапора над рівнем Дніпра з урахуванням висоти курганного насипу та скель узбережжя у північній частині острові Хортиця — 90 м. На флагштоці 24 серпня 2011 року піднято державний синьо-жовтий прапор України.
23 серпня 2018 року у Дніпрі з нагоди Дня Державного прапора України піднято найбільший в Україні національний стяг — 12х18 метрів. Він майорить на найвищому флагштоці, висота якого становить 72 метри. Рекорд було зареєстровано «Книгою рекордів України».

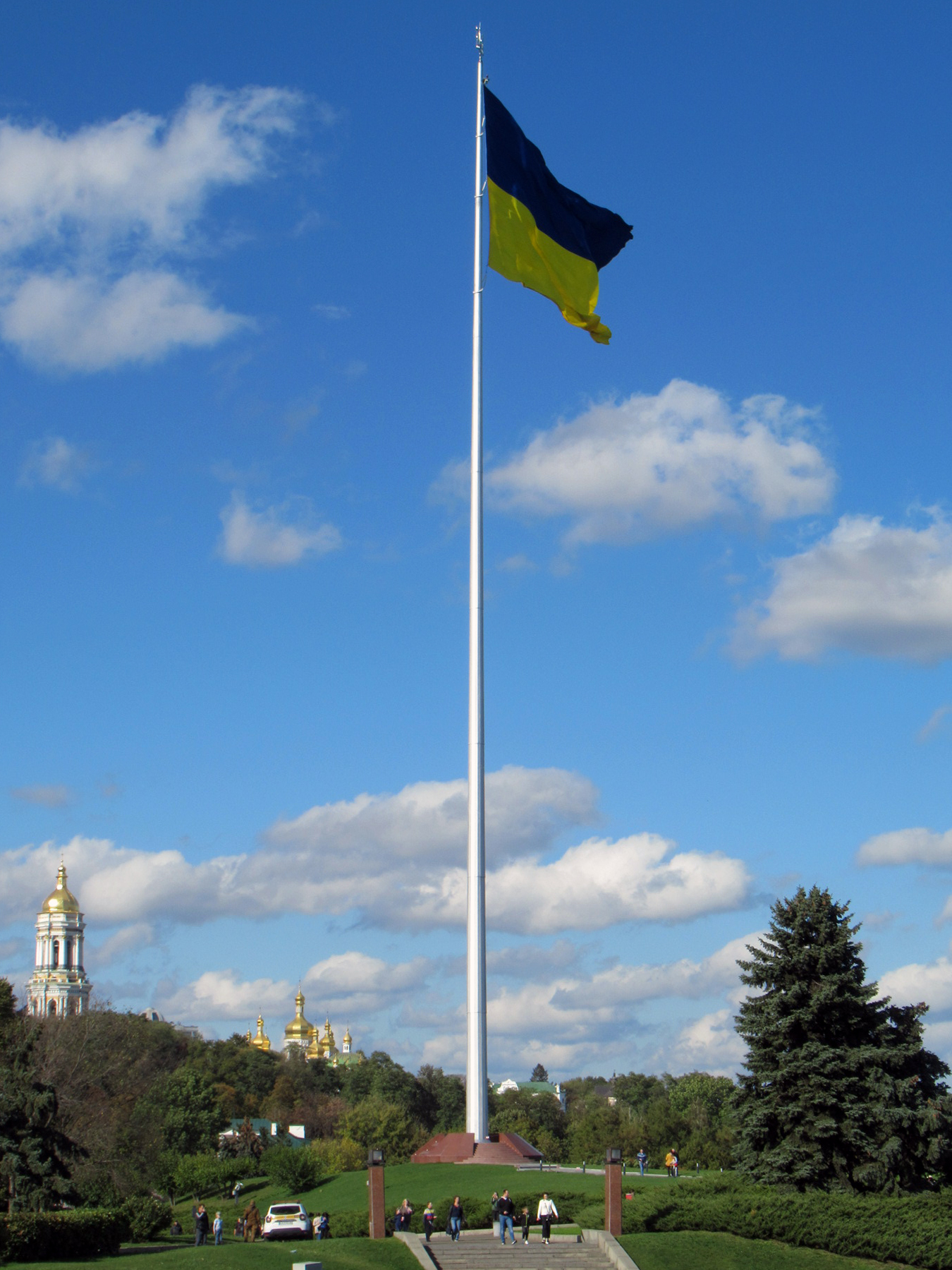
флагшток у Києві

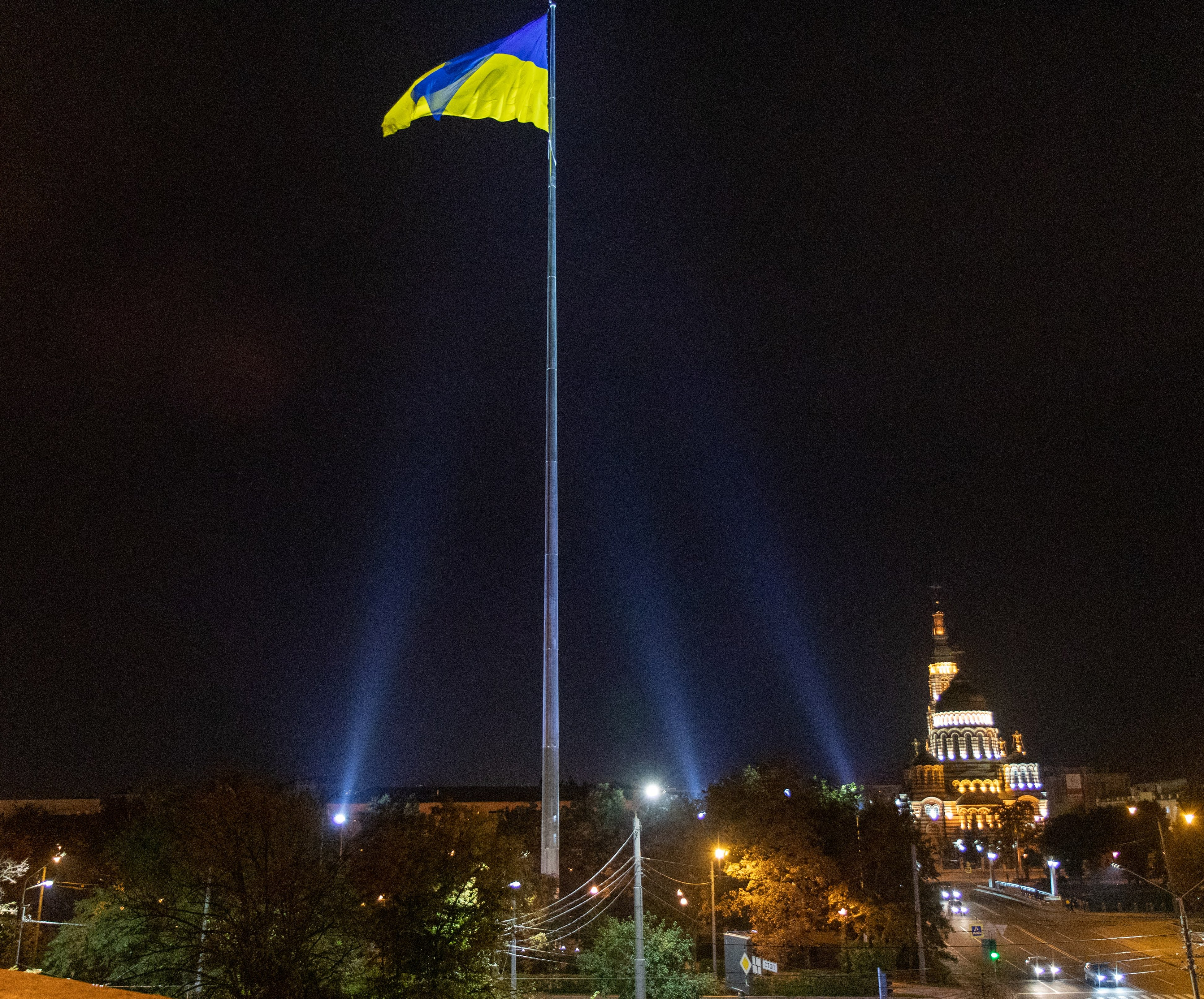
Флагшток у Харкові

22 серпня 2020 року у Києві було піднято державний прапор України на найбільшому флагштоці в Україні висотою 89 метрів, розміри стяга склали 16×24 метри.
23 серпня 2021 року у Харкові відкрили найвищий флагшток в Україні та Європі, висота якого сягає 102 метри. Розміри стяга становлять 15×22,5 метри.
23 серпня 2021 року у Краматорську здійняли на 80-метрову щоглу найбільший у Донецькій області синьо-жовтий стяг 16×24 метри.

### Найвищі флагштоки в Україні
| №  | Розташування                        | Висота флагштоку (м) | Розміри прапору (м) | Дата відкриття |
| -- | ----------------------------------- | -------------------- | ------------------- | -------------- |
| 1  | Харків                              | 102                  | 15x22.5             | 23 серпня 2021 |
| 2  | Київ (НМІУ у Другій світовій війні) | 89,2                 | 16×24               | 22 серпня 2020 |
| 3  | Краматорськ                         | 80[15]               | 16х24               | 23 серпня 2021 |
| 4  | Бровари                             | 72                   | 12×18               | 19 серпня 2021 |
| 5  | Кривий Ріг                          | 72                   | 12х18               | 23 серпня 2021 |
| 6  | Дніпро                              | 72                   | 12×18               | 23 серпня 2018 |
| 7  | Черкаси                             | 55(10)               | 3,5×4,8             | 23 серпня 2012 |
| 8  | Вінниця                             | 50                   | 15×10               | 24 серпня 2021 |
| 9  | Запоріжжя                           | 35                   | 5×10                | 24 серпня 2011 |
| 10 | Небелиця                            | 30                   | 8×12                | 11 липня 2014  |
| 11 | Київ (Майдан Незалежності)          | 30                   | 3,2×6,4             | 24 серпня 2001 |
| 12 | Кам'янець-Подільський               | 21                   | 4×8                 | 8 травня 2012  |

## Найвищі флагштоки світу
| Назва / Місто                         | Місто               | Держава           | Висота (м) | Рік возведення | Площа флагу (м²) | Ширина флагу (м) | Довжина флагу (м) | Маса флагу (кг) | Ілюстрація |
| ------------------------------------- | ------------------- | ----------------- | ---------- | -------------- | ---------------- | ---------------- | ----------------- | --------------- | ---------- |
| Центральний парк міста                | Нова столиця Єгипту | Єгипет            | 202        | 2021           | 3750             | 50               | 75                | 800             |            |
| Площа державного прапору              | Баку                | Азербайджан       | 191        | 2024           | 2450             | 35               | 70                | 350             |            |
| Парк імені 300-річчя Санкт-Петербурга | Санкт-Петербург     | Росія             | 175        | 2023           | 2400             | 40               | 60                | 500             |            |
| Площа Хранителя Двох Святинь          | Джидда              | Саудівська Аравія | 170        | 2014           | 1633,5           | 33               | 49,5              | 570             |            |
| Площа державного прапору              | Душанбе             | Таджикистан       | 165        | 2011           | 1800             | 30               | 60                | 420             |            |